# 만번한
만번한(滿潘汗)은 고조선과 연나라의 경계지의 명칭이다.
고조선은 요동으로 진출하려는 연과 대립하던 중 연나라의 진개(秦開)에 의해 고조선은 서쪽 땅 2,000여리를 빼앗기고, 만반한이라는 곳을 고조선과 연나라의 경계지로 삼았다고 한다. 현재 정확한 위치는 확실치 않다.